# Szomáli rigó
A szomáli rigó (Turdus ludoviciae) a madarak osztályának verébalakúak (Passeriformes) rendjébe és a rigófélék (Turdidae) családjába tartozó faj.
Magyar neve forrással nincs megerősítve.

## Rendszerezése
A fajt Ethelbert Lort Phillips írta le 1895-ben, a Merula nembe Merula ludoviciae néven.

## Előfordulása
Kelet-Afrikában,  Szomália északi részén honos. Természetes élőhelyei a szubtrópusi vagy trópusi lombhullató erdők és cserjések. Állandó, nem vonuló faj.

## Megjelenése
Testhossza 23 centiméter, testtömege 55-70 gramm.

## Életmódja
Főleg borókabogyóval táplálkozik.

## Természetvédelmi helyzete
Az elterjedési területe kicsi és még ez is csökken, egyedszáma 15000 példány alatti és szintén csökken. A Természetvédelmi Világszövetség Vörös listáján sebezhető fajként szerepel.